# Octan pentylu
Octan pentylu, octan amylu, CH
3(CH
2)
4OAc – organiczny związek chemiczny, ester kwasu octowego i pentanolu. Jest izomerem octanu izoamylu. Ma zapach zbliżony do bananów i jabłek.